# Битка в залива Лейте
 Тази статия е за морската битка.  За сухопътното сражение вижте Битка за Лейте.  
Битката в залива Лейте, е най-голямата морска битка във Втората световна война и в цялата история. Води се във водите на залива Лейте близо до филипинския остров Лейте, Самар и Лусон от 23 до 26 октомври 1944 г. между Императорския флот на Япония и обединените американски и австралийски военноморски сили. На 20 октомври САЩ дебаркират на остров Лейте като част от стратегията си да изолират Япония от страните, които са под нейна окупация в Югоизточна Азия и особено да лишат войските и индустрията ѝ от доставки на петрол. Имперският японски флот мобилизира почти всичките си основни морски съдове в опит да отблъсне офанзивата на САЩ, но е победен от американските 3-ти и 7-и флот. Японците понасят тежки загуби и оттогава нататък не разполагат с достатъчен потенциал за провеждане на значителни морски сражения. Повечето оцелели тежки кораби, лишени от гориво, остават в базите си до края на войната в Тихия океан.
Битката се състои от четири отделни сражения между противостоящите сили: битката в море Сибуян, битката в протока Суригао, битката при нос Енгано и битката при Самар, както и други действия.
Това е първата битка, в която японски самолети провеждат организирани атаки на камикадзе. Към момента на битката Япония има по-малко самолети отколкото САЩ имат кораби, което демонстрира разликата в силата на двете страни в тази фаза на войната.

## Контекст
Кампаниите от август 1942 до началото на 1944 г. изтласкват японските сили от много от островните им бази в южните и централните части на Тихия океан, като по този начин се изолират много от другите им бази (най-вече на Соломоновите острови, архипелага Бисмарк, Адмиралтейските острови, Нова Гвинея, Маршалските острови и остров Уейк). През юни 1944 г. поредица от американски десанти, поддържани от отряди на 5-и флот, завладяват по-голямата част от Марианските острови (пропускайки остров Рота). Тази офанзива пробива вътрешния стратегически пръстен на Япония и предоставя на САЩ база, от която бомбардировачи Boeing B-29 Superfortress с голям обсег могат да нападат главните Японски острови.
Японците контраатакуват в битката във Филипинско море. Военноморските сили на САЩ унищожават три японски самолетоносача, повреждат други кораби и свалят приблизително 600 самолета, оставяйки японския флот с много малка въздушна сила над морето и малко опитни летци. Въпреки това, значителната противовъздушна сила на сушата на японците във Филипините представлява голяма заплаха за много от офицерите извън Обединения комитет на началник-щабовете на САЩ, включително и за адмирал Честър Нимиц.

### Формоза или Филипините за следваща цел
Следващата логична стъпка е да се отрежат японските линии на доставки в Югоизточна Азия, лишавайки ги от гориво и други военни необходимости, но плановете за постигане на тази цел са два. Адмирал Ърнест Кинг, други членове на Обединения комитет на началник-щабовете и адмирал Нимиц подкрепят блокада на японските сили във Филипините и нападане на Формоза. От друга страна, генерал Дъглас Макартър, искайки да удържи на известното си обещание от 1942 г. „Ще се завърна“, силно подкрепя нападение на Филипините.
Докато Формоза също може да служи като база за нападение над Континентален Китай, което Макартър смята за ненужно, е преценено, че това ще изисква около 12 дивизии от армията и военноморските сили. Междувременно, цялата австралийска армия е заета на Соломоновите острови, Нова Гвинея, Нидерландска Индия и други тихоокеански острови, така че нахлуване във Формоза би изисквало много повече сухопътни войски, отколкото са налични в Тихия океан към края на 1944 г., което би продължило поне до падането на Нацистка Германия в Европа.

### Решение за инвазия във Филипините
Среща между Макартър, Нимиц и президента Франклин Рузвелт спомага за утвърждаване на Филипините като стратегическа цел, но не успява да доведе до решение и спорът продължава още два месеца. В крайна сметка, Нимиц променя мнението си и се съгласява с плана на Макартър – решено е силите на Макартър да нападнат остров Лейте в централната част на Филипините. Десантни сили военноморска поддръжка ще се осигуряват от 7-и флот под командването на вицеадмирал Томас Кинкейд.

## Подготовка
По това време американският 7-и флот включва формирования на американските военноморски сили и австралийския военноморски флот. Преди започването на мащабните военноморски действия в залива на Лейте, корабите „Австралия“ и „Хонолулу“ са тежко повредени от въздушни удари. В хода на битката двата кораба се оттеглят, придружавани от „Уарамунга“,

### Липса на обединена командна структура
Американският 3-ти флот под командването на адмирал Уилям Холси и Оперативно съединение 38 (командвано от вицеадмирал Марк Митшър) трябва да предоставят далекобойна поддръжка и прикритие на нахлуването. Основна грешка в този план е, че не включва американски адмирал, който да поеме цялото командване. Кинкейд е подчинен на Макартър, докато Холси е подчинен на Нимиц. Тази липса на обединено командване, заедно с пропуските по комуникацията, довежда до криза и почти до стратегическо бедствие за американските сили. По случайност, японският план, включващ три отделни флота, също няма обединено командване.

### Японски план
Американските възможности са напълно очевидни за японските военноморски сили. Ръководителят на Обединения флот, Соему Тойода, подготвя четири плана за победа: Шо-Го 1 (на японски: 捷１号作戦) е мащабна военноморска операция във Филипините, докато Шо-Го 2, Шо-Го 3 и Шо-Го 4 са отговори съответно на атаките срещу Формоза, островите Рюкю и Курилските острови. Плановете включват сложни офанзивни действия, ангажиращи почти всички налични сили в решителна битка, въпреки че значително изчерпват японските оскъдни запаси от гориво.
На 12 октомври 1944 г. Холси започва поредица от нападения със самолетоносачи срещу Формоза и островите Рюкю с намерението да се подсигури, че самолетите на тези острови няма да се притекат в отговор на десанта в Лейте. Поради тази причина, японското командване пуска в действие Шо-Го 2, изпращайки множество самолети срещу самолетоносачите на американския 3-ти флот. В рамките на три дни японците губят около 600 самолета – почти цялата им въздушна мощ в региона. След американското нахлуване във Филипините, японските военноморски сили преминават към Шо-Го 1.
Шо-Го 1 предвижда корабите на вицеадмирал Джисабуро Озава („Северна сила“) да примамят повечето поддържащи сили на американците далеч от Лейте. Частите на Озава включват няколко самолетоносача, които обаче разполагат с малко самолети и малко опитни летци. Тези самолетоносачи трябва да служат главно като примамка. Докато американските поддържащи сили са далеч, останалите части трябва да се придвижат към Лейте от запад. „Южна сила“ под командването на вицеадмиралите Шоджи Ншишимура и Кийохиде Шима има за цел да удари в сърцето на десанта през протока Суригао. „Централна сила“ под командването на вицеадмирал Такео Курита (най-силната от трите) трябва да премине през протока Сан Бернардино към Филипинско море, да поеме на юг, след което също да нанесе удар в областта на десанта.

## Подводни действия в коридора Палаван (23 октомври 1944 г.)
Докато отплава от базата си в Бруней, мощната „Централна сила“ на Курита е съставена от пет линейни кораба („Ямато“, „Мусаши“, „Нагато“, „Конго“ и „Харуна“), десет тежки крайцера („Атаго“, „Мая“, „Такао“, „Чокай“, „Миоко“, „Хагуро“, „Кумано“, „Судзуя“, „Тоне“ и „Чикума“), два леки крайцера („Ноширо“ и „Яхаги“) и 15 разрушителя. Курита разчита, че линейните кораби „Ямато“ и „Мусаши“ с техните 460-милиметрови оръдия ще могат лесно да разпръснат по-старите американски линейни кораби. За него двата линейни кораби са непотопяеми, поради бронираните им палуби и корпусите им с голям брой прегради. Надеждите му са, че през това време силите на адмирал Холси ще бъдат подмамени в погрешна посока, докато Курита успее да проникне в залива Лейте. Планирано е ударът да бъде нанесен на 25 октомври.
Холси обаче не се хваща на примамката. Корабите на Курита преминават покрай остров Палаван към полунощ на 22 – 23 октомври. Американските подводници „Дартър“ и „Дейс“ са позиционирани заедно на повърхността наблизо. Към 00:16 на 23 октомври радарът на „Дартър“ засича японското формирование на разстояние 27 km. Капитанът на подводницата бързо ги вижда. Двете подводни лодки потеглят бързо в преследване на корабите. Поне една от тях е засечена от радист на кораба „Ямато“, но Курита не успява да предприеме адекватни противоподводни мерки.
Двете подводници се движат на повърхността с пълна скорост в продължение на няколко часа и се озовават пред формированието на Курита. Целта им е да осъществят подводно нападение при изгрев. Атаката се оказва необичайно успешна. В 05:24 часа „Дартър“ изстрелва залп от шест торпеда, поне четири от които удрят флагмана на Курита, тежкия крайцер „Атаго“. Десет минути по-късно „Дартър“ бележи две попадения по систършипа на „Атаго“, „Такао“, с пореден залп. Към 05:56 часа „Дейс“ отбелязва четири попадения по тежкия крайцер „Мая“.
„Атаго“ и „Мая“ са потопени бързо. „Атаго“ потъва толкова скоропостижно, че Курита е принуден да плува, за да се спаси. Той е спасен от разрушителя „Кишинами“, а след това е прехвърлен на линейния кораб „Ямато“.
„Такао“ потегля обратно към Бруней, придружаван от два разрушителя, но след него хукват и двете подводници. На 24 октомври, докато подводниците продължават да дебнат повредения крайцер, „Дартър“ се удря в плитчина. Всички усилия да се измъкне пропадат – подводницата е изоставена, а екипажът ѝ е спасен от „Дейс“. Усилията да се самопотопи „Дартър“ през следващата седмица също се провалят – „Дейс“, заедно с притеклите се на помощ подводници „Рок“ и „Наутилус“, обстрелват „Дартър“ с торпеда и палубните си оръдия, но безрезултатно. След няколко попадения с 6-инчово палубно оръдие, командирът на „Наутилус“ решава на 31 октомври, че оборудването на „Дартър“ е ценно само за скрап и подводницата е изоставена. Японците не обръщат особено внимание на развалината.
„Такао“ се връща в Сингапур, като през януари 1945 г. към него се присъединява „Миоко“, тъй като японците смятат и двата повредени крайцера за непоправими и ги оставят закотвени в пристанището като плаващи противовъздушни батареи.

## Битка в море Сибуян (24 октомври 1944 г.)
Въпреки огромната си мощ, американският 3-ти флот не е в добро положение за справяне със заплахата. На 22 октомври Холси отделя две от авионосните си групи към базата в Улити, за да се презапасят с провизии и амуниции. Когато докладът от „Дартър“ за контакт с врага пристига, Холси привиква обратно групата, но позволява на вицеадмирал Джон Маккейн с най-силното авионосно съединение да продължи към Улити. Холси в крайна сметка привиква и него обратно на 24 октомври, но това забавяне означава, че най-силното американско авионосно съединение изиграва малка роля в предстоящата битка, а 3-ти флот е лишен от почти 40% от въздушната си мощ през по-голямата част от сражението. Сутринта на 24 октомври само три групи са налични за нападение над силите на Курита, а групата в най-добро положение за атака случайно се оказва най-слабата от трите, разполагайки само с един голям самолетоносач, „Интрепид“, и два леки крайцера.
Междувременно, вицеадмирал Такиджиро Ониши насочва три вълни от самолети от 1-ви въздушен флот в Лусон срещу самолетоносачите на контраадмирал Фредерик Шърман, чиито самолети се използват за удари срещу въздушните бази на Лусон. Всяка от вълните на Ониши е съставена от 50 – 60 самолета.
Повечето от атакуващите японски самолети са пресрещнати и свалени или отклонени от въздушните патрули от Grumman F6F Hellcat на Шърман, най-вече от два изтребителни отряда от „Есекс“. Въпреки това, един японските самолет Yokosuka D4Y се промъква между защитата и към 09:38 часа удря лекия самолетоносач USS „Принстън“ с 250-килограмова бронебойна бомба. Последвалият взрив предизвиква тежък пожар в корабния хангар, а противопожарната му система не сработва. Докато огънят бързо обхваща кораба, отекват поредица от вторични експлозии. Пожарът постепенно е овладян, но към 15:23 часа настъпва огромен взрив, който причинява много щети на „Принстън“ и дори още повече щети на близкия лек крайцер „Бирмингам“ (233 мъртви и 426 ранени), който се е притекъл на помощ в борбата с пожара. „Бирмингам“ е толкова тежко повреден, че е принуден да се оттегли. Друг лек крайцер и още два разрушителя също са повредени. Всички усилия да се спаси „Принстън“ се провалят и след като екипажът му е евакуиран, той е самопотопен с торпеда от лекия крайцер „Рено“ към 17:50 часа. От екипажа на „Принстън“ загиват 108 души, а 1361 са спасени. Това е най-големият американски кораб, потопен в хора на битките около залива Лейте.
Самолети от самолетоносачите „Интерпид“ и „Кабот“ атакуват към 10:20 часа, отбелязвайки попадения по линейните кораби „Нагато“, „Ямато“ и „Мусаши“ и силно повреждайки тежкия крайцер „Миоко“, който се оттегля към Борнео. Втора вълна самолети от „Интерпид“, „Есекс“ и „Лексингтън“ напада по-късно, като самолетите Curtiss SB2C Helldiver и Grumman F6F Hellcat от „Есекс“ бележат 10 попадения по „Мусаши“. Докато корабът се оттегля, трета вълна от „Ентърпрайз“ и „Франклин“ нанася 11 удара с бомби и 8 удара с торпеда по кораба. След като понася поне 17 бомби и 19 торпеда, „Мусаши“ накрая се преобръща и потъва към 19:30 часа. 
Общо шест американски самолетоносача от 3-ти флот осъществяват 259 самолетни излитания с бомби срещу „Централната сила“ на Япония на 24 октомври, но дори това тежко нападение не е достатъчно да неутрализира заплахата Курита. Най-голямото усилие в море Сибуян е насочено срещу един-единствен линеен кораб – „Мусаши“, който е потопен, докато крайцерът „Миоко“ е тежко повреден. Въпреки това, всички останали кораби на Курита остават годни за бой и маневри. Впоследствие, отчаяните действия и голямата саможертва на много по-слабата сила от шест ескортни самолетоносача, три разрушителя, четири ескортни разрушителя и 400 самолета в битката при Самар, които нямат ефективни оръжия срещу бронирани кораби, успяват да спрат Курита.
Курита се оттегля, за да излезе извън обсега на американските самолетоносачи, подминавайки разрушения „Мусаши“. Холси приема, че това отстъпление означава, че Курита няма да представлява заплаха за известно време. Обаче, Курита изчаква до 14:15 часа, преди да обърне ход към протока Сан Бернардино. В резултат на важно решение, взето от адмирал Холси и неясното изкомуникиране на плана му, Курита успява да премине през протока през нощта, за да се появи неочаквано близо до брега на остров Самар на следващата сутрин, като по този начин директно застрашава десанта на Лейте.

## Проток Сан Бернардино
След като формированията „Южна сила“ и „Централна сила“ на японците са засечени, но преди да се локализират самолетоносачите на Озава, Холси и щабът на 3-ти флот, на борда на линейния кораб „Ню Джърси“ подготвят евентуален план за справяне със заплахата „Централна сила“ на Курита. Намерението им е да покриват протока Сан Бернардино с мощна сила от бързи линейни кораби, подкрепяни от две бързи авионосни групи. Силата от линейни кораби е обозначена като Оперативно съединение 34 и е съставена от 4 линейни кораба, 5 крайцера и 14 разрушителя под командването на вицеадмирал Уилис Лий. Контраадмирал Ралф Дейвисън поема общото командване над поддържащите авионосни групи.
В 15:12 часа на 24 октомври Холси изпраща нееднозначно телеграфно радиосъобщение към подчинените си командири, съдържащо подробности относно евентуалния план. Той изпраща копия на съобщението до адмирал Нимиц и адмирал Кинг, но не включва адмирал Кинкейд (7-и флот). Съобщението е прихванато от 7-и флот въпреки това, тъй като радио операторите имат нареждане на копират всякакви съобщения, които засекат, независимо от адресата. Тъй като Холси има предвид, че Оперативно съединение 34 ще се сформира и откъсне по негово нареждане, той написва „ще се сформира“ в бъдеще време, но не упоменава кога и при какви обстоятелства ще се сформира. Този пропуск кара адмирал Кинкейд да си помисли, че Холси говори в сегашно време и си прави извод, че Оперативно съединение 34 вече е сформирано и ще се стационира в протока Сан Бернардино. Групата на Кинкейд от леки ескортни самолетоносачи без линейни кораби, предназначена да напада сухопътни цели и подводници, но не и големи кораби, се позиционира южно от протока, за да поддържа атакуващите сили.
Холси изпраща второ съобщение в 17:10 часа, в което уточнява своите намерения относно Оперативно съединение 34, а именно, че ако врагът нахлуе през протока, едва тогава съединението ще се сформира и ще се командва от него. За съжаление, Холси изпраща това второ съобщение по радиото, така че 7-и флот не го засича (поради ограничения в радиокомуникацията кораб-кораб по това време), а Холси така и не изпраща телеграфно съобщение до Нимиц, Кинг или Кинкейд. Сериозното объркване, причинено от недобрата формулировка на Холси в първото му съобщение, както и пропускът му да съобщи Нимиц, Кинг или Кинкейд втория път, имат дълбоки последствия върху хода на битката, тъй като силите на Курита превъзхождат неподготвените сили на Кинкейд на прага на десанта в Лейте.

## Решението на Холси (24 октомври 1944 г.)
Самолетите на 3-ти флот не успяват да намерят „Северната сила“ на Озава до 16:40 часа на 24 октомври. Това се дължи главно на факта, че 3-ти флот е зает да атакува „Централната сила“ на Курита и да се отбранява срещу японските въздушни атаки от Лусон. Единствената сила, която иска да бъде намерена (примамката на Озава за голяма група самолетоносачи, която всъщност има само 108 самолета), се оказва единствената сила, която американците не успяват да намерят. Вечерта на 24 октомври Озава прихваща (погрешна) американска комуникация, според която Курита се е оттеглил. Впоследствие Озава решава също да се оттегли. Обаче, към 20:00 часа адмирал Соему Тойода на Обединения флот нарежда на всичките си части да нападнат, „разчитайки на божествената помощ“. Опитвайки се да привлече вниманието на американския 3-ти флот към силите си за примамка, Озава обръща ход и се насочва на юг към Лейте.
Холси се хваща за японската примамка, убеден, че „Северната сила“ представлява основната японска заплаха. Той е решен да преследва това, което счита за златна възможност да унищожи последните японски самолетоносачи. Вярвайки, че „Централната сила“ е била неутрализирана от въздушните удари на 3-ти флот по-рано през деня в море Сибуян, Холси изпраща съобщение на Нимиц и Кинкейд, че според докладите, „Централната сила“ е понесла тежки щети, и че продължава на север с три групи, за да атакува самолетоносачите при изгрев. Думита „с три групи“ се оказват опасно подвеждащи. На фона на прихванатите думи от 15:12 часа „ще се сформира Оперативно съединение 34“ от съобщението на Холси, адмирал Кинкейд, щабът му и адмирал Нимиц приемат, че това съединение, командвано от вицеадмирал Лий, е сформирано като отделно формирование. Те смятат, че Холси оставя тази огромна сила да пази протока Сан Бернардино (прикривайки северния фланг на 7-и флот), докато насочва трите си авионосни групи на север в преследване на японските самолетоносачи. Уви, Оперативно съединение 34 не е отделяно от останалите му сили и корабите на Лий вече пътуват на север заедно със самолетоносачите на 3-ти флот.

### Игнориране на предупредителните знаци
Холси и щабът му игнорират информацията от нощните разузнавателни самолети на лекия самолетоносач USS „Индепендънс“, според която силите на Курита са се върнали в протока Сан Бернадино и че след дълго затъмнение навигационните светлини в протока са били включени. Когато тази информация е предадена на флагманския кораб на Холси, щабът остро отговаря, че вече разполага с нея. Вицеадмирал Лий, който правилно предполага, че силите на Озава са на заблуждаваща мисия, и споделя тази информация с Холси, също бива бързо срязан. Други командири от щаба на Марк Митшър стигат до същото заключение. Те са достатъчно обезпокоени от ситуацията, че да събудят Митшър, който веднага пита: „Адмирал Холси получил ли е този доклад?“. Когато разбира, че Холси го е получил, и знаейки темперамента му, Митшър отговаря: „Ако иска моя съвет, той ще ми го поиска“ и се връща да спи.
Цялата налична сила на 3-ти флот продължава да плава на север, оставяйки протока Сан Бернардино напълно неохраняван. Вече нищо не стои на пътя между линейните кораби на „Централна сила“ на Курита, пътуващи към американските десантни кораби в залива Лейте, освен уязвимата група от ескортни самолетоносачи на Кинкейд близо до брега на остров Самар.

## Битка за протока Суригао (25 октомври 1944 г.)
Битката за протока Суригао става известна като последната битка между линейни кораби в историята. Това е второто от общо две сражения между линейни кораби в цялата Тихоокеанска кампания на Втората световна война (другото е в хода на битката при Гуадалканал). Все пак, когато започва сражението между линейните кораби, японската линия е много разпокъсана и включва само един линеен кораб („Ямаширо“), един тежък крайцер и един разрушител.

### Японски сили
„Южна сила“ под командването на Нишимура е съставена от старите линейни кораби „Ямаширо“ и „Фусо“, тежкия крайцер „Могами“ и четири разрушителя („Шигуре“, „Мичишио“, „Асагумо“ и „Ямагумо“). Това формирование напуска Бруней след Курита към 15:00 часа на 22 октомври, насочвайки се на изток към море Сулу, а след това на североизток покрай южния край на остров Негрос и към море Минданао. След това Нишимура продължава на североизток към южния вход на протока Суригао с намерението да излезе в залива Лейте, където да подпомага частите на Курита. Втората ударна сила се командва от вицеадмирал Кийохиде Шима и е съставена от тежките крайцери „Начи“ и „Ашигара“, лекия крайцер „Абукума“ и разрушителите „Акебоно“, „Ушио“, „Касуми“ и „Ширануи“.
Японската „Южна сила“ е нападната от американски бомбардировачи на 24 октомври, но понася само леки щети. Нишимура се успява да синхронизира действията си с Шима и Курита, поради строгата радио тишина, наложена на „Южна сила“ и „Централна сила“. Когато навлиза в протока Суригао към 02:00 часа, Шима се намира на 46 km зад него, а Курита все още е в море Сибуян, на няколко часа от плажовете на Лейте.

### Схватка
Докато японската „Южна сила“ наближава протока Суригао, тя се натъква на опасен капан, положен от американския 7-и флот. Контраадмирал Джеси Олдендорф разполага със значителна сила – шест линейни кораба: „Уест Вирджиния“, „Мериленд“, „Мисисипи“, „Тенеси“, „Калифорния“ и „Пенсилвания“. Всички освен „Мисисипи“ (който ескортира конвои до Исландия) са потопени или повредени в нападението над Пърл Харбър и впоследствие поправени, като „Тенеси“, „Калифорния“ и „Уест Вирджиния“ са построени наново. Четири тежки крайцера („Луисвил“, „Портланд“, „Минеаполис“ и „Шропшър“) са снабдени с 35 203-mm оръдия, а 4 леки крайцери („Денвър“, „Колумбия“, „Финикс“ и „Бойзи“) разполагат с 54 152-mm оръдия. Към тях следва да се добавят по-малките оръдия и торпедата на 28 разрушителя и 39 торпедни лодки. За да премине през стеснението и да достигне десантните кораби, Нишимура трябва да се изправи срещу торпедата на торпедните лодки и голямата сила от разрушители, след което да премине през концентрирания огън на шест линейни кораба и осем крайцера.
В 22:36 ч. близо до Бохол американците засичат наближаващите японски кораби. Торпедните лодки извършват многократни нападения в продължение на над три часа и половина, докато силите на Нишимура плават на север. Не са докладвани попадения на торпеда, но лодките докладват местоположението на врага, което е полезно за Олдендорф.
Корабите на Нишимура преминават невредими през групата торпедни лодки. Обаче, късметът им изневерява по-късно, когато са подложени на унищожителни торпедни залпове от американските разрушители от двете страни на протока. Към 03:00 часа и двата японски линейни кораба са ударени от торпеда. „Ямаширо“ успява да избяга, но „Фусо“ е тежко ударен и изпада от формация, потъвайки 40 минути по-късно. Два от четирите разрушителя на Нишимура са потопени.

### Потапяне на Фусо
Официалната версия за потапянето на „Фусо“ е, че той се взривява и разцепва на две половини, които известно време се задържат на повърхността на водата. Въпреки това, оцелелият Хидео Огава от „Фусо“ през 1945 г. разказва, че „малко след 04:00 часа корабът бавно се преобърна настрани“. „Фусо“ е ударен странично от две или три торпеда. При някое от попаденията избухва пожар и тъй като използваното гориво на японските кораби е слабо рафинирано и леснозапалимо, горящите петна от гориво вероятно са допринесли за описанието на взрив, докладван от съюзническите наблюдатели на „Фусо“.

### Битката продължава
Към 03:16 часа радарът на „Уест Вирджиния“ прихваща оцелелите кораби от силата на Нишимура на разстояние 38 km. „Уест Вирджиния“ ги дебне, докато те се придвижват в нощта. Към 03:53 часа той произвежда изстрели с осемте си 406-mm оръдия на разстояние 20,8 km, удряйки „Ямаширо“ с последния си залп. Изстрелва общо 93 снаряда. Към 03:55 часа „Калифорния“ и „Тенеси“ се присъединяват, добавяйки съответно по 63 и 69 356-mm снаряда. Радарната система за управление на огъня позволява на американските кораби да удрят японските мишени на разстояние, от което японските кораби със своите по-несъвършени системи за управление на огъня не могат да отвърнат.
Останалите три американски линейни кораба също срещат трудности, бидейки оборудвани с по-стари оръдейни радари. Накрая „Мериленд“ успява визуално да се прицели по водните плясъци от изстрелите на другите кораби и изстрелва общо 48 406-mm снаряда. „Пенсилвания“ не успява да намери мишена и оръдията му остават тихи. „Мисисипи“ изстрелва само един залп. Това е последният изстрелян залп от един линеен кораб срещу друг в историята.
„Ямаширо“ и „Могами“ са осакатени от комбинацията бронебойни снаряди, както и от огъня на крайцерите на Олдендроф по фланговете. Крайцерите разполагат с най-съвременното радарно оборудване и произвеждат над 2000 изстрела с бронебойни снаряди. „Луисвил“ (флагманът на Олдендорф) произвежда 37 залпа с 333 203-mm снаряда. Японското командване губи представа за тактическата картина и всички кораби започват да стрелят с всичките си батареи във всички посоки на 360°. „Шигуре“ тръгва наобратно, но губи контрол и спира внезапно. Към 04:05 часа „Ямаширо“ е ударен от торпедо, изстреляно от разрушителя „Бенион“ и потъва изведнъж към 04:20 часа, докато Нишимура още на борда на кораба. „Могами“ и „Шигуре“ отстъпват на юг по протока. Разрушителят „Албърт Грант“ е ударен от приятелски огън в среднощната битка, но не потъва.
Тилът на японската „Южна сила“, командван от вицеадмирал Шима, тръгва от Формоза и наближава протока Суригао около 64 km зад Нишимура. Пристигането на Шима първоначално почти се проваля, след като силите му за малко да ударят плитчина до остров Панаон, тъй като не отчитат отдръпващите се приливни води. Японските радари са почти безполезни, поради многобройните отражения, идващи от околните острови. Американските радари изпитват същите затруднения, но тяхна торпедна лодка успява да уцели лекия крайцер „Абукума“ с торпедо, което го принуждава да изпадне от формация. Двата тежки крайцера на Шима, „Начи“ и „Ашигара“ и осемте му разрушителя се натъкват на останките от силата на Нишимура. На Шима му се привиждат двете развалини на линейните кораби на Нишимура и нарежда отстъпление. Флагманът му, „Начи“, се сблъсква с „Могами“, наводнявайки руловото отделение на „Могами“ и карайки го да изостане от формацията. „Могами“ е потопен от въздушен удар на следващата сутрин.
От седемте кораба на Нишимура само „Шигуре“ оцелява достатъчно дълго, за да избегне разгрома, но в крайна сметка и той бива потопен, когато на 24 януари 1945 г. американската подводница „Блекфин“ го поразява близо до Кота Бару, при което загиват 37 души. Корабите на Шими оцеляват в битката за протока Суригао, но са потопени в по-нататъшните сражения около Лейте. „Южна сила“ вече не представлява заплаха за десанта в Лейте.

## Битка при Самар (25 октомври 1944 г.)

### Подготовка
Решението на Холси да тръгне с всичките налични кораби на 3-ти флот на север, за да нападне самолетоносачите на японската „Северна сила“ оставя протока Сан Бернардино напълно незащитаван. Старшите офицери от 7-и флот (включително Кинкейд и щаба му) смятат, че Холси е потеглил с трите авионосни групи на север, но е оставил линейните кораби на Оперативно съединение 34 при протока Сан Бернардино, където да противостоят на японската „Централна сила“. Всъщност, Холси дори още не е сформирал въпросното съединение и всичките шест линейни кораба на Уилис Лий плават на север заедно със самолетоносачите и всички налични крайцери и разрушители на 3-ти флот.
Така „Централна сила“ на Курита се озовава в протока Сан Бернардино без да среща съпротива към 03:00 часа на 25 октомври и се отправя на юг покрай брега на остров Самар. На пътя му се намират само леките и бавни ескортни самолетоносачи на 7-и флот, които разполагат с по 28 самолета всеки и са защитавани от лековъоръжени и небронирани разрушители и ескортни миноносци. Въпреки загубите в коридора Палаван и действията в море Сибуян, японската „Централна сила“ все още е много мощна, включвайки четири линейни кораба (сред които гигантския „Ямато“), шест тежки крайцера, два леки крайцера и единадесет разрушителя.

### Битка
Силите на Курита изненадват ескортните самолетоносачи на контраадмирал Клифтън Спрейг. Спрей нарежда на самолетоносачите да изпратят самолетите си, след което да се скрият от наближаващия дъждовен шквал. Той нарежда на разрушителите и ескортните миноносци да направят димна завеса, която да прикрива оттеглящите се самолетоносачи.
Курита, който не осъзнава, че планът за заблуждение на Озава е успял, приема, че е намерил групата самолетоносачи на 3-ти флот на Холси. Току-що преразпределил корабите си в противовъздушни формирования, той допълнително усложнява положението, нареждайки обща атака, която предвижда флотът му да се раздели на две дивизии, които да нападнат поотделно.
Разрушителят „Джонстън“ се оказва най-близко до врага. Самоинициативно, лейтенант-командир Ърнест Еванс засилва силно превъзхождания си кораб към японския флот с пълна скорост. „Джонстън“ изстрелва торпедата си срещу тежкия крайцер „Кумано“, повреждайки го и извеждайки го от строя. Наблюдавайки това, Спрейг нарежда на останалите малки кораби да се включат в боя. Останалите два разрушителя, „Хоел“ и „Хеерман“, както и ескортният миненосец „Самюъл Робртс“, нападат със самоубийствена решителност, привличайки огъня към себе си и нарушавайки японската формация, докато корабите завиват, за да избегнат торпедата. Докато японският флот продължава настъплението си, „Хоел“ и „Робъртс“ са ударени много пъти и потъват бързо. След като изразходва всичките си торпеда, „Джонстън“ продължава да стреля със своите 127-mm оръдия, докато е потопен от група японски разрушители.
Докато подготвят самолетите си за атака, ескортните самолетоносачи отвръщат на японския огън с всичките налични оръдия – по едно 127-mm оръдие на самолетоносач. Всеки кораб взема по един вражески съд под прицел. „Фаншоу Бей“ открива огън по крайцер и докладва пет попадения. „Калинин Бей“ се прицелва в тежък крайцер тип „Миоко“, улучвайки едно от оръдията му два пъти. „Гамбиър Бей“ забелязва крайцер и докладва поне три попадения. „Уайт Плейнс“ докладва успешни удари по няколко мишени.
Междувременно, контраадмирал Томас Спрейг (нямащ връзка с Клифтън Спрейг) нарежда на 16-те ескортни самолетоносача от неговите три формирования да нападнат едновременно с всичките си самолети (общо 450), използвайки каквито оръжия имат, дори и да са само картечници или подводни заряди. Ескортните самолетоносачи разполагат със самолети, които са по-подходящи за патрулиране и подводни удари, за разлика от самолетоносачите на Холси, които имат на разположение най-новите самолети с достатъчно противокорабни средства. Въпреки това, японските сили не разполагат със самолети, което означава, че самолетите на Спрейг могат да атакуват без въздушна съпротива. Впоследствие, американски контраатаки по въздух са безспирни.
Самолетоносачите се обръщат на юг и се оттеглят под артилерийския обстрел. „Гамбиър Бей“ в тила на формацията става основна мишена на „Ямато“ и понася няколко удара, преди да се преобърне към 09:07 часа. Още няколко самолетоносача са повредени, но успяват да се измъкнат.

### Отстъпление на Курита
Яростта на отбраната на пръв поглед потвърждава предположението на японците, че се сражават с главни части на американския флот. Объркването на общата атака е усложнено от въздушните и торпедните атаки, когато флагманът на Курита, „Ямато“, завива на север, за да избегне торпеда и се отдалечава от мястото на сражението.
Курита внезапно излиза от боя и дава заповед на всички кораби да се изтеглят на север, явно за да прегрупира дезорганизирания си флот. Бойният доклад на Курита споменава, че той е получил съобщение, според което група американски самолетоносачи го наближават от север. Предпочитайки да използва флота си срещу големи кораби, вместо срещу транспортни такива, Курита започва преследване, но по този начин губейки възможността да унищожи десантния флот в залива Лейте. След като не успява да пресрещне несъществуващите самолетоносачи, които се намират много по̀ на север, Курита в крайна сметка се изтегля към протока Сан Бернардино. Три от тежките му крайцери са потопени, а решителната съпротива го убеждава, че продължаването на нападението само би довело до допълнителни японски загуби.
Лошата комуникация между отделните японски сили и липсата на въздушно разузнаване означава, че Курита така и не разбира, че примамката се е оказала успешна и че само малка сила лежи между линейните му кораби и уязвимия десантен транспорт. Така Курита остава с убеждението, че напада елементи на 3-ти флот и че е само въпрос на време Холси да го обгради и да го разбие.
Почти всички от оцелелите сили на Курита избягват. Холси и неговия 3-ти флот се завръщат прекалено късно, за да го пресрещнат. „Нагато“ и „Конго“ понасят средни поражения от въздушните атаки на ескортните самолетоносачи. Курита започва битката с пет линейни кораба. На връщане към базата само „Ямато“ и „Харуна“ са боеспособни.
Докато отчаяната битка на повърхността наближава края си, вицеадмирал Такиджиро Ониши започва да използва своите специални единици (камикадзе) от бази на Лусон срещу съюзническите кораби в залива Лейте и ескортните самолетоносачи до Самар. Ескортният самолетоносач „Сент Ло“ е ударен от самолет камикадзе и потъва след поредица от вътрешни взривове.

## Битка за нос Енгано (25 – 26 октомври 1944 г.)
„Северна сила“ на вицеадмирал Джисабуро Озава е съставена от четири самолетоносача от 3-та авионосна дивизия („Дзуйкаку“, последният оцелял от шестте самолетоносача, нападнали Пърл Харбър през 1941 г., плюс леките самолетоносачи „Дзуйхо“, „Читосе“ и „Чийода“) и два линейни кораба от Първата световна война, които са били преобразувани на самолетоносачи („Хюга“ и „Исе“), но нямащи никакви самолети в битката, три леки крайцера („Ойодо“, „Тама“ и „Исузу“) и девет разрушителя. Авионосната група на Озава е примамка, разполагаща едва със 108 самолета, имащи за цел да примамят американския флот далеч от транспортните съдове в залива Лейте.
Основната сила на Озава е локализирана към 16:40 часа на 24 октомври. Силата, която Холси води на север е много по-голяма от тази на японската „Северна сила“. Холси разполага с пет големи самолетоносача („Интрепид“, „Франклин“, „Лексингтън“, „Ентърпрайз“ и „Есекс“), пет леки крайцера („Индепендънс“, „Бело Ууд“, „Лангли“, „Кабот“ и „Сан Хасинто“), шест съвременни линейни кораба („Алабама“, „Айова“, „Масачузетс“, „Ню Джърси“, „Саут Дакота“ и „Уошингтън“), осем крайцера (два тежки и още шест по-леки) и над 40 разрушителя. Авионосните групи разполагат с около 600 – 1000 самолета по всяко време.
Към 02:40 часа на 25 октомври Холси сформира Оперативно съединение 34 от шестте линейни кораба на 3-ти флот и го поставя под командването на вицеадмирал Уилис Лий. При изгрев корабите на съединението изпреварват авионосните групи. Холси планира Митшър да нанесе въздушни удари, следвани от тежък обстрел от линейните кораби на Лий.
Призори на 25 октомври Озава изпраща 75 самолета, по-голямата част от въздушния си флот, които имат за цел да нападнат 3-ти флот. Повечето от тях са свалени от американските въздушни патрули, а американските кораби на понасят щети. Няколко японски самолета оцеляват и си проправят път до базите на Лусон.
През нощта Холси предава тактическото командване на Оперативно съединение 34 на адмирал Митшър, който нарежда на авионосните групи да започнат първата вълна удари, включваща 180 самолета, на сутринта, още преди „Северна сила“ да е локализирана. Самолетите я забелязват към 07:10 часа, атакуваща вълна самолети пристига към 08:00 часа, а ескортиращите изтребители унищожават въздушните патрули на Озава (около 30 самолета). Американските въздушни удари продължава до вечерта, като дотогава Оперативно съединение 34 осъществява 527 излитания срещу „Северна сила“, потапяйки „Дзуйкаку“, леките крайцери „Читосе“ и „Дзуйхо“ и разрушителя „Акидзуки“, всички с много жертви. Крайцерите „Чийода“ и „Тама“ са тежко повредени.

### Криза в 7-и флот
Малко след 08:00 часа на 25 октомври 7-и флот започва да изпраща отчаяни съобщения, молещи за помощ, докато се сражава с „Южна сила“ на Нишимура в битката за протока Суригао от 02:00 часа. Едно от съобщенията на Кинкей, изпратено некодирано, гласи: „Ситуацията ми е критична. Бързи линейни кораби и поддържащи ги въздушни удари може да успеят да спрат врага да навлезе в Лейте.“. Холси е шокиран от това съобщение. Радиосигналите от 7-и флот пристигат в разбъркан ред, тъй като се трупат прекалено бързо. Той получава това важно съобщение от Кинкейд чак към 10:00 часа. По-късно Холси споделя, че е знаел, че Кинкейд бедства, но не си е представял, че кризата може да бъде толкова сериозна.
Едно от най-обезпокояващите неща, които Кинкейд докладва след действията в протока Суригао, е, че линейните кораби на 7-и флот почти са свършили амунициите си. Но дори и този факт не убеждава Холси да изпрати незабавна помощ на 7-и флот. В действителност, линейните кораби на 7-и флот не са закъсали толкова откъм амуниции, колкото Кинкейд докладва, но Холси няма как да го знае.
На 4800 km, в Пърл Харбър, адмирал Нимиц прихваща отчаяните призиви на Кинкейд и изпраща сбито съобщение на Холси: „TURKEY TROTS TO WATER GG FROM CINCPAC ACTION COM THIRD FLEET INFO COMINCH CTF SEVENTY-SEVEN X WHERE IS RPT WHERE IS TASK FORCE THIRTY FOUR RR THE WORLD WONDERS“. Първите четири и последните три думи представляват криптографско допълнение, целящо да заблуди вражеския криптоанализ (началото и края на съобщението са маркирани от двойни съгласни). Персоналът по комуникациите на кораба на Холси правилно премахва първата част от съобщението, но погрешно оставя последните три думи в съобщението, което накрая е предадено на Холси. Той приема последните три думи (от английски: THE WORLD WONDERS – „светът се чуди“) за остра критика от страна на Нимиц, хвърля шапката си на палубата и избухва в гняв. Контраадмирал Робърт Карни, неговият началник-щаб, му помага да се съвземе.
В крайна сметка, към 11:15 часа, над три часа след първата молба за помощ от 7-и флот, Холси нарежда на Оперативно съединение 34 да обърне ход и да се насочи на юг към Самар. По това време линейните кораби на Лий почти са хванали в обсега си силите на Озава. Нужни са още два часа, за да се презаредят с гориво ескортните миноносци на съединението. След тази поредица от забавяния вече е на практика твърде късно за Оперативно съединение 34 да предостави помощ на 7-и флот, освен с прибирането на оцелели от водата.
Все пак, към 16:22 часа, в отчаян и още по-закъснял опит да се намеси в събитията при Самар, Холси сформира ново Оперативно съединение 34.5 под командването на контраадмирал Оскар Баджър, съставен от двата най-бързи линейни кораба на 3-ти флот, „Айова“ и „Ню Джърси“, три крайцера и осем разрушителя, който е изпратен напред, оставяйки Лий и останалите четири линейни кораба назад. Следва да се отбележи, че ако групата на Баджър бе настигнала японската „Централна сила“, тя най-вероятно щеше да бъде унищожена от линейните кораби на Курита. В крайна сметка, крайцерите и разрушителите на съединението успяват да настигнат японския разрушител „Новаки“ близо до протока и го потапят с целия му екипаж.

### Последни действия
Когато Холси обръща Оперативно съединение 34 на юг, той откъсва от него група от четири крайцера и девет разрушителя (под командването на контраадмирал Дюбос), която присъединява към Оперативно съединение 38. Към 14:15 часа Митшър нарежда на Дюбос да преследва остатъците от японската „Северна сила“. Неговите крайцери довършват лекия крайцер „Чийода“ към 17:00 часа, а към 20:59 часа съдовете му потапят разрушителя „Хатсудзуки“ след много упорито сражение.
Когато адмирал Озава научава за разгръщането на относително слабата сила на Дюбос, той нарежда на линейните кораби „Исе“ и „Хюга“ да обърнат ход на юг и да я нападнат, но не успяват да я открият. Изтеглянето от страна на Холси на шестте линейни кораба на Лий в опита си да подпомогне 7-и флот прави Оперативно съединение 38 уязвимо към контраатака.
Към 23:10 часа американската подводница „Джалао“ изстрелва торпеда и потапя лекия крайцер „Тама“ от силите на Озава. Това е последното действие в битката за нос Енгано и, с изключение на някои последни въздушни удари по изтеглящите се японски сили на 26 октомври, заключителната фаза на битката за залива Лейте.

## Последствия
Битката в залива Лейте подсигурява плажовете за американската 6-а армия на Лейте от морско нападение. Въпреки това, още тежки боеве са нужни, преди островът да падне напълно под съюзнически контрол към края на декември 1944 г. Битката за Лейте се води на суша успоредно с въздушната и морската кампания. В нея японците запасяват войските си на Лейте, докато Съюзниците се опитват да им попречат и да постигнат въздушно и морско превъзходство за поредица от десанти.
Императорският военноморски флот претърпява най-голямата си загуба на кораби и екипаж в историята си. Провалът му да отблъсне съюзническите нашественици от Лейте означава неизбежна загуба на Филипините, което на свой ред означава, че Япония ще бъде откъсната от окупираните си територии в Югоизточна Азия. Тези територии предоставят жизненоважни ресурси на Япония, в частност гориво за корабите и самолетите. Този проблем е изострен, тъй като корабостроителниците и заводите за амуниции се намират в Япония. Не на последно място загубата на Лейте открива възможност за съюзническо нахлуване на острови Рюкю през 1945 г.
Големите японски кораби се връщат по базите си, където остават почти неактивни до края на войната. Единствената голяма операция на тези кораби от края на битката в залива Лейте до японската капитулация е самоубийствената офанзива през април 1945 г. (част от операция „Тен-Го“), в хода на която „Ямато“ и придружаващите го кораби са унищожени от американски самолетоносачи.
След десантите на Лейте започва организираното използване на самолети камикадзе.